# Nifoxipam
Il nifoxipam o 3-hydroxydesmethylflunitrazepam è uno psicofarmaco appartenente alla categoria delle benzodiazepine che è un metabolita minore del Flunitrazepam.
Il nifoxipam produce forti effetti tranquillanti e di prolungamento del sonno e ha una tossicità molto inferiore rispetto al Lormetazepam e al flunitrazepam nei ratti.